# Torbay Express

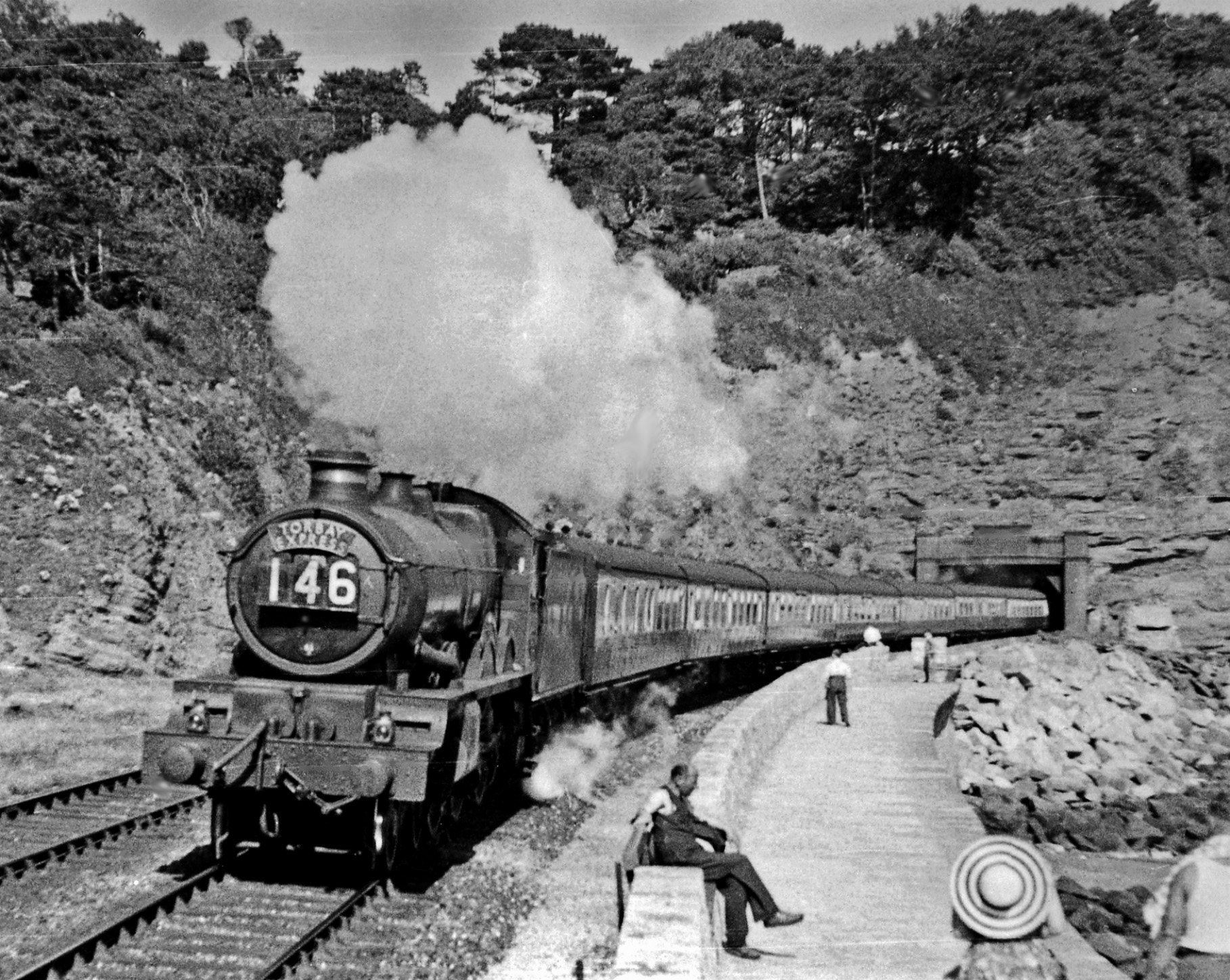
La locomotora Ex-GWR 'Castle' 4-6-0 Nº 5079 Lysander encabezando el Torbay Express procedente de Londres después de atravesar el túnel de Parson en Dawlish

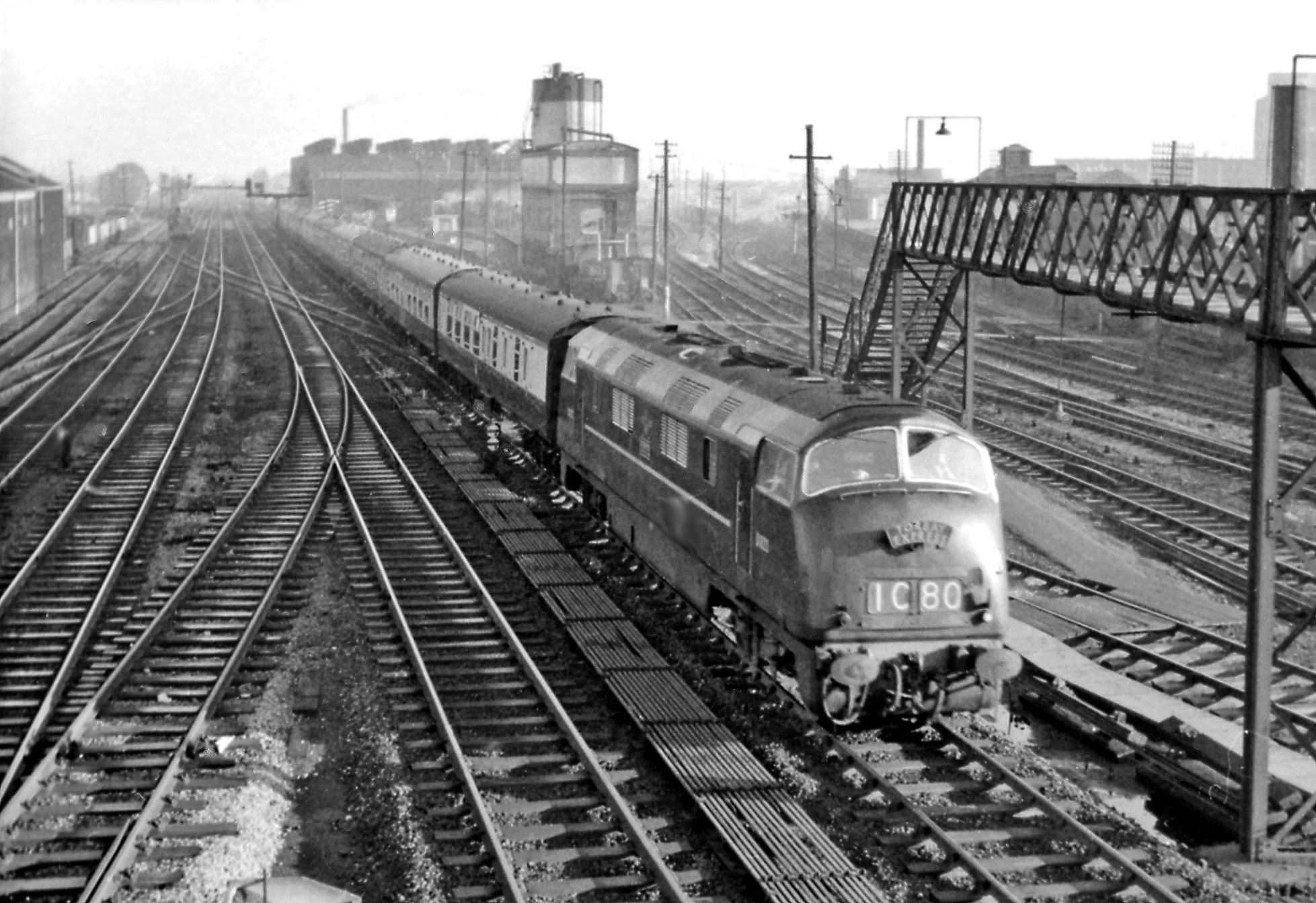
El Torbay Express en 1960

El Torbay Express es un tren de pasajeros con nombre propio que opera en el Reino Unido. Sale de la estación de Bristol Temple Meads los domingos de verano aproximadamente a las 09:15 y regresa a Bristol aproximadamente a las 20:10 (dependiendo de la ruta).

## Great Western Railway
El Torbay Express era un tren con nombre propio operado por el Great Western Railway (GWR) entre Paddington y Kingswear, que partía a las 11:50. Originalmente, el tren descendente también incluía coches de deriva para Ilfracombe, que se separaban de la composición principal en Taunton. La hora de salida desde Londres se cambió a las 12 del mediodía antes de la Primera Guerra Mundial y continuó a la misma hora hasta después de la Segunda Guerra Mundial, aunque el empleo de coches de deriva había cesado en 1918.
A partir de 1961, el tren, ahora el de las 12:30 desde Paddington, se dividía en Exeter St Davids para que una parte del tren continuara hasta Plymouth, y en 1967 el nombre se eliminó del servicio diario y se aplicó a un tren separado que circulaba solo los sábados y salía de Paddington a las 10:50. En 1983, el nombre se volvió a aplicar a un servicio diario cuando, en el horario de verano, se aplicó el nombre al tren de las 9:20 de Paddington a Paignton y al de las 12:55 de regreso.

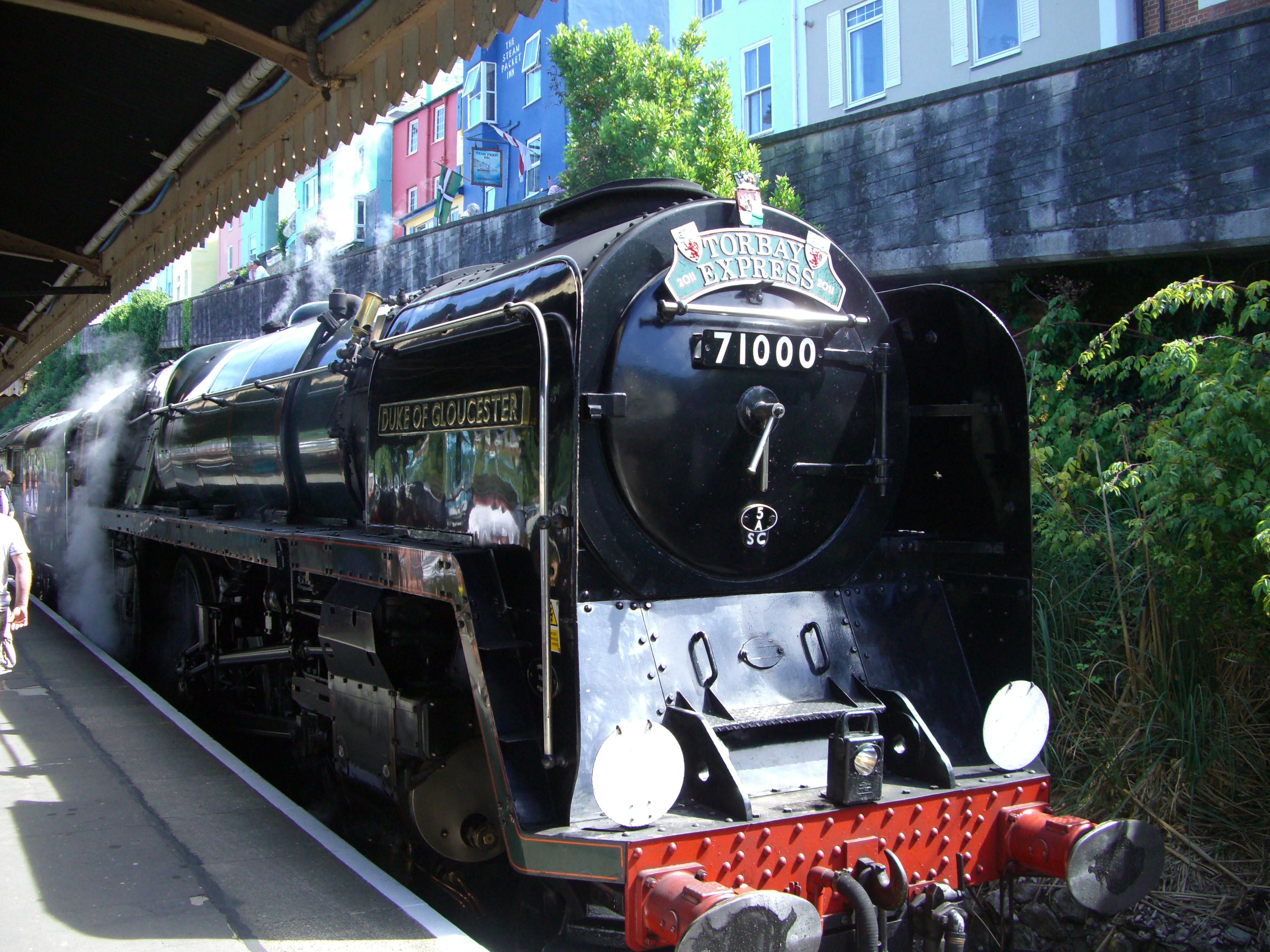
Locomotora BR Standard Clase 8 71000 Duke Of Gloucester llegando a en agosto de 2011 como el Torbay Express

### Torbay Pullman
Además del Torbay Express, en el verano de 1929, el GWR introdujo un tren totalmente Pullman que salía de Paddington a las 11:00 y llegaba a Paignton a las 12:25. Poco después se preparó la formación de ocho automotores para iniciar el regreso a las 16:30. El servicio no fue un éxito comercial y cesó en 1930.

## Renacimiento

### Great Western Railway (operador ferroviario)
El operador Great Western Railway también utiliza el nombre Torbay Express para su servicio de las 10:35 que circula entre Paddington en Londres y Paignton (a través de Castle Cary), y el regreso a las 14:54 (a través de Castle Cary y de la Línea de Berks y Hants).

### Excursiones veraniegas en trenes de vapor

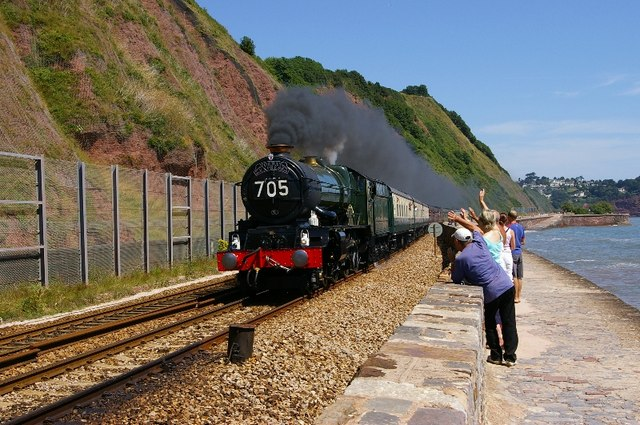
La locomotora Ex-GWR 'King' 4-6-0 No.6024 King Edward I encabeza el revivido Torbay Express en Sprey Point, Devon (julio de 2006)

A partir de 2003, la compañía Past-Time Rail revivió el "Torbay Express" como servicio chárter de pasajeros con locomotoras de vapor, para operar ciertos domingos de verano y algunos sábados desde Bristol Temple Meads, con paradas en Weston-Super-Mare y Taunton; para llegar a Paignton y más adelante a través del Ferrocarril de Vapor de Dartmouth hasta Kingswear. Para la temporada de 2014, dos de los recorridos en tren reservados se realizaron a través de Westbury en lugar de Weston, con paradas en Bath Spa, Trowbridge, Westbury y Taunton, y luego retomando la ruta normal. En un principio, esta modificación se debió a obras de ingeniería, aunque gracias a su éxito, se repitió el mismo recorrido con dos trenes para la temporada de 2015.
Después de que Past-Time Rail quebrara en junio de 2009, Torbay Express Ltd se hizo cargo del servicio. Esta empresa se formó como una subsidiaria del agente de reservas Pathfinder Tours, a su vez una subsidiaria de Riviera Trains. Además de aceptar reservas directas, la empresa también acepta reservas a través de Pathfinder Tours, que anuncian el servicio como parte de su programa turístico y también proporcionan sus propios voluntarios para administrar los trenes.
Desde que fue adquirida por Pathfinder Tours/Riviera Trains, los coches British Railways Mark 1 empleados lucen la librea histórica en crema/marrón de Riviera, y cuenta con personal de Pathfinder. La locomotora diésel de respaldo es suministrada y operada por Schenker Rail, procedente de un número variable de empresas de alquiler puntual, principalmente West Coast Railways. Durante la temporada operativa, los coches se estacionan en una vía cubierta adicional situada debajo del cobertizo de máquinas de Bristol Temple Meads, mientras que la locomotora de vapor se estaciona en una base de operaciones temporal localizada en Barton Hill (Bristol).
Las máquinas de vapor inicialmente disponibles eran la GWR Clase 7800 7802 Bradley Manor y la GWR Clase 4073 5051 Earl Bathurst, pero desde entonces han variado en distintas temporadas. Entre las locomotoras utilizadas figuran las siguientes: GWR Clase 6000 6024 King Edward I; LNER Clase A4 60009 Union of South Africa; LNER Clase A1 60163 Tornado; SR Clase Battle of Britain 34067 Tangmere; BR Clase 8P 71000 Duke of Gloucester; BR Clase Britannia 7MT 70000 Britannia; LNER Clase A4 4464 Bittern; SR Clase West Country 34046 Braunton; GWR Clase 4073 5029 Nunney Castle; LMS Clase Royal Scot 46100 Royal Scot; y SR Clase Merchant Navy 35028 Clan Line.